# Allocosa calamarica
Allocosa calamarica là một loài nhện trong họ wolfspinnen (Lycosidae).
Loài này thuộc chi Allocosa. Allocosa calamarica được Embrik Strand miêu tả năm 1914.